# Superzähigkeit

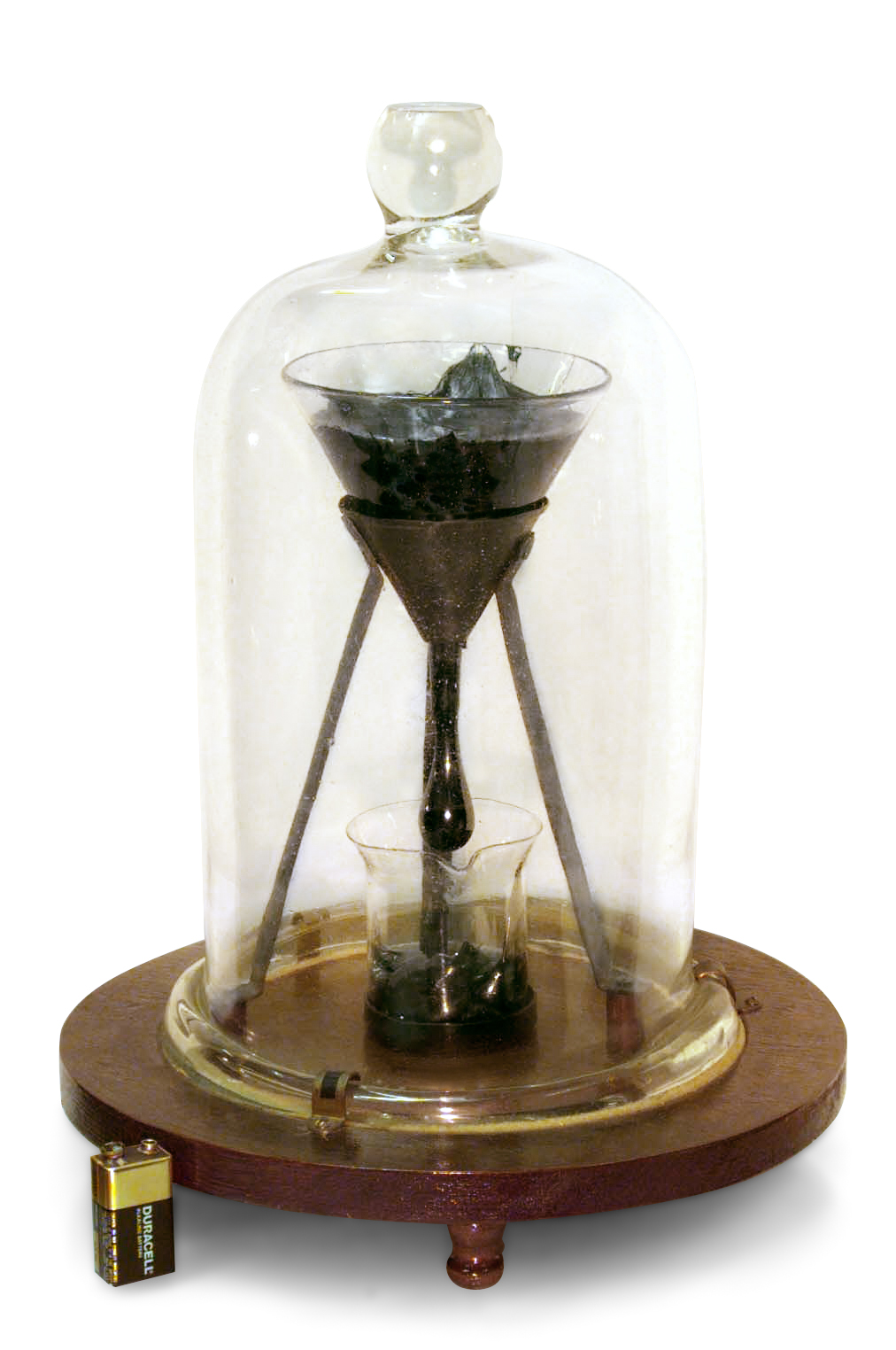
Demonstration der hohen Viskosität von Pech im Pechtropfenexperiment

Eine Flüssigkeit ist superzäh, wenn sie zwar die Eigenschaften von Flüssigkeiten hat (unter anderem amorph ist), aber ihre Fließgeschwindigkeit so gering ist (d. h. ihre Viskosität so hoch ist), dass man den Eindruck hat, sie fließe überhaupt nicht.
Zu solchen Flüssigkeiten zählen zum Beispiel Pech oder Asphalt; siehe dazu Pechtropfenexperiment. Auch Glas wird die Eigenschaft der Superzähigkeit bisweilen zugeschrieben, da es sich physisch um eine erstarrte Flüssigkeit handelt. Dem entgegen existieren aber auch metallische Gläser, die sogar nachweislich elastische Feststoffe sind. Des Weiteren lässt sich auch kein Fließverhalten bei diversen Glassorten, die bei optischen Anwendungen genutzt werden, feststellen. Solch ein Verhalten würde bereits nach sehr kurzer Zeit, im Bereich von Tagen oder Wochen, merklich die Eigenschaften beeinflussen.
Gerade im Straßenbau macht man sich die Eigenschaft der Superzähigkeit zunutze. Der Asphalt wird zwar im warmen oder heißen Zustand eingebaut (60 °C und mehr) und ist dann leicht formbar und fließbar (also nicht superzäh). Nachdem er aber abgekühlt ist, wird er fast fest und fließt nur noch so langsam, dass die im Asphalt durch Temperaturschwankungen entstehenden Spannungen noch ausgeglichen werden können. Es werden somit keine Dehnungsfugen wie z. B. bei Betonfahrbahnen benötigt.